# Karl Wilhelm Meixner

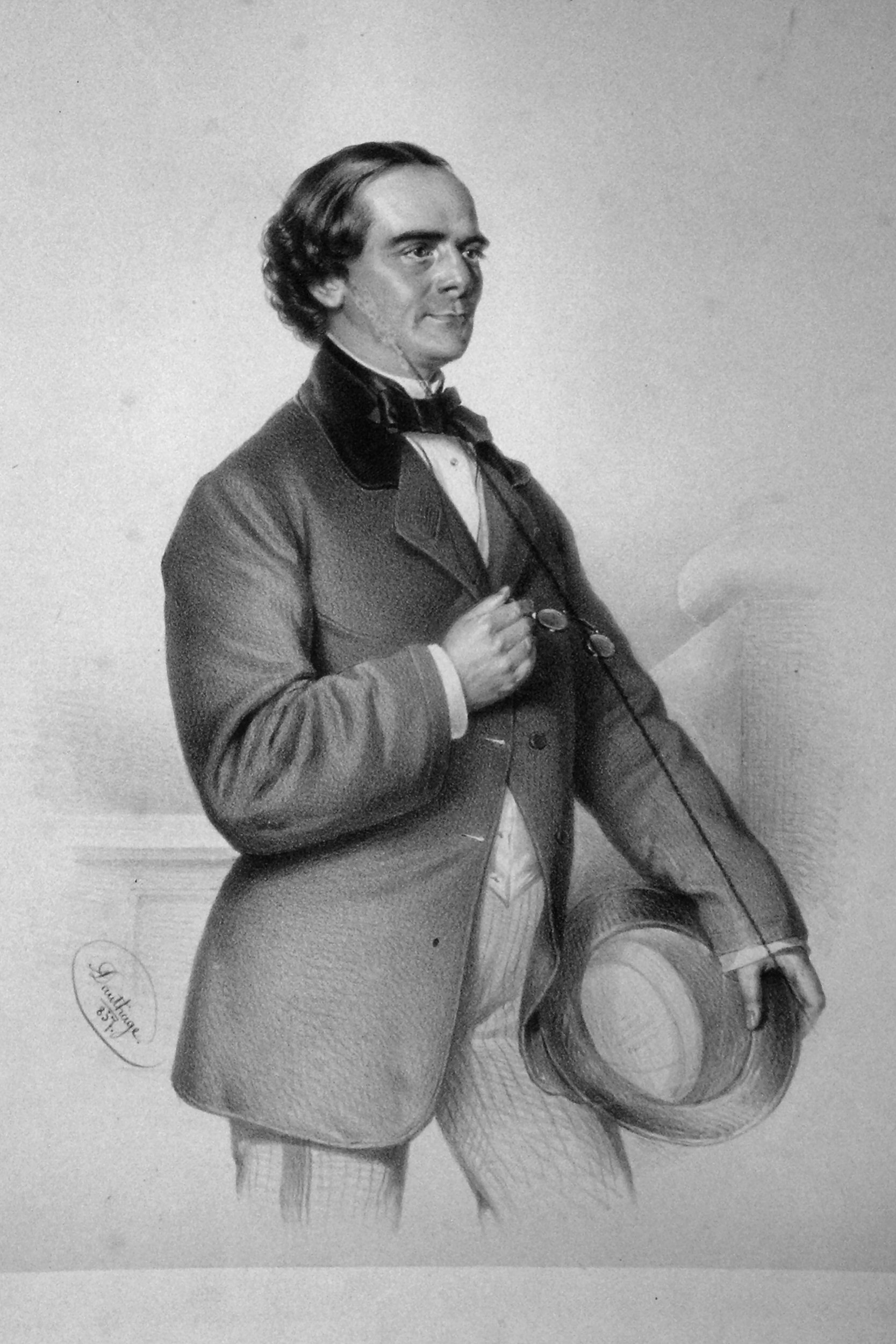
Karl Wilhelm Meixner, Lithographie von Adolf Dauthage, 1857.

Karl Wilhelm Meixner

Karl Wilhelm Meixner, auch Carl Meixner (* 16. November 1815 in Königsberg, Ostpreußen; † 5. September 1888 in Wien) war ein deutscher Schauspieler.

## Leben
Meixner war der Sohn des Bassisten Heinrich Meixner. Seine Schauspielkarriere begann er 1837 bei einer Wanderbühne in Lüneburg, von wo er über das Hoftheater in Detmold 1839 nach Hamburg kam. Weitere Stationen waren 1844 Leipzig und 1847 Stuttgart. Nach einem Gastspiel am Wiener Burgtheater 1850 wurde er ein Jahr später k.k. Hofschauspieler und gehörte dem Ensemble den Rest seines Lebens an. Meixner starb 1888 in einer Irrenanstalt.
Ein Ölporträt Meixners in der Rolle des Vanssen in Goethes Egmont von Josef Fux befindet sich in der Burgtheatergalerie. 1930 wurde der Meixnerweg in Wien-Meidling nach dem Schauspieler benannt.

## Bedeutung
Karl Wilhelm Meixner war einer der bedeutendsten Charakterkomiker seiner Zeit. Er verkörperte über 300 Rollen, zu deren wichtigsten Shakespearegestalten und der Dorfrichter Adam in Kleists Der zerbrochne Krug gehörten. Seine ungewöhnliche Wandlungsfähigkeit wurde besonders gewürdigt.

## Schüler
- Hermine Albrecht